# Ayala Land
Ayala Land, Inc. (ALI) ist ein Immobilienunternehmen auf den Philippinen. Es entstand 1988 als Ableger der Ayala Corporation und bündelt dessen Immobiliengeschäft.
Im Juli 1991 erfolgte der Börsengang. Das Unternehmen ist an der Philippine Stock Exchange gelistet und im Philippine Stock Exchange Index vertreten. Ayala Land erschließt Bauland und baut und betreibt Hotels, Einkaufszentren, Büro- und Wohnhäuser.